# Dracocephalum
Dracocephalum là một chi thực vật có hoa trong họ Hoa môi (Lamiaceae).

## Hình ảnh

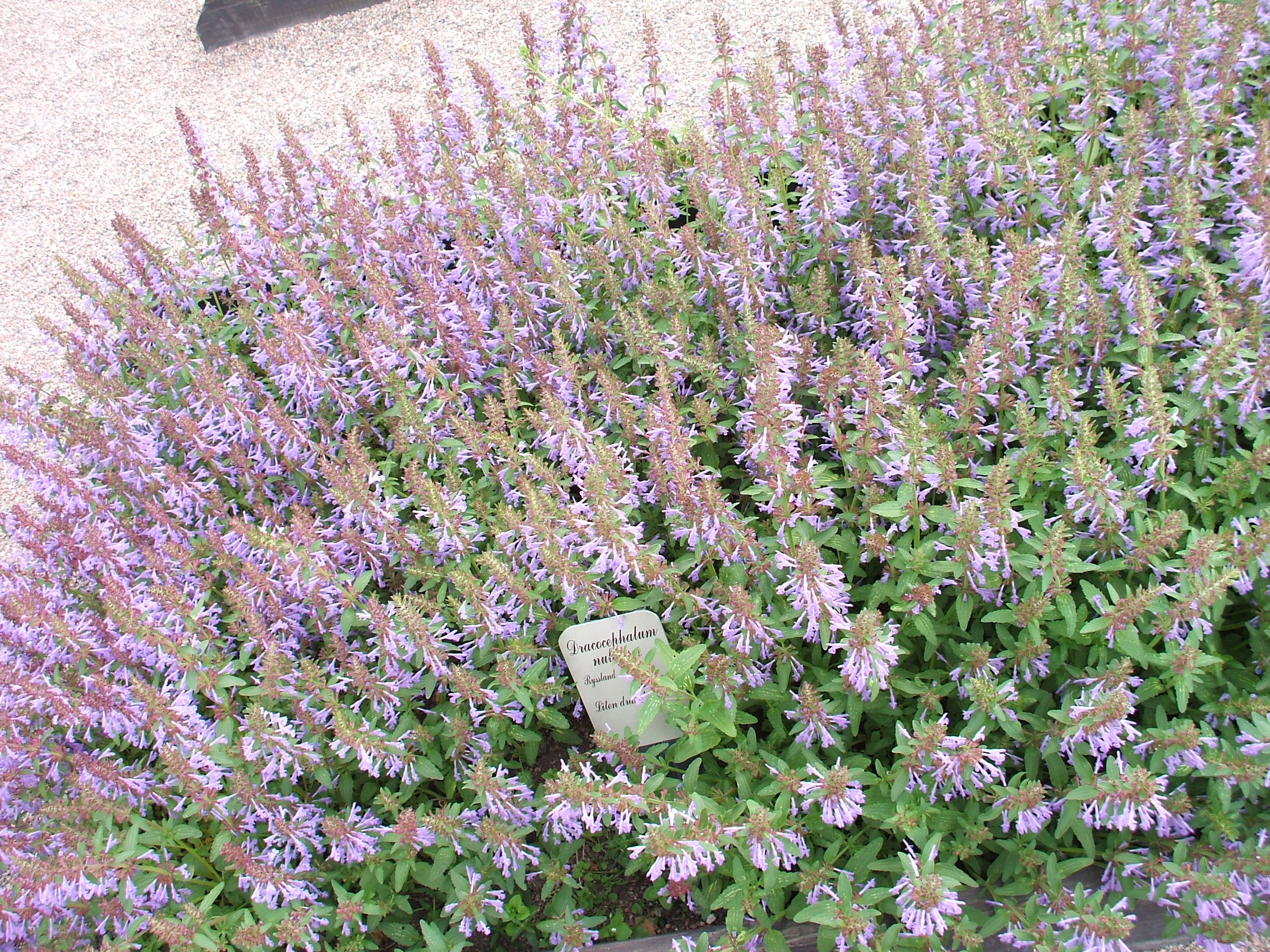
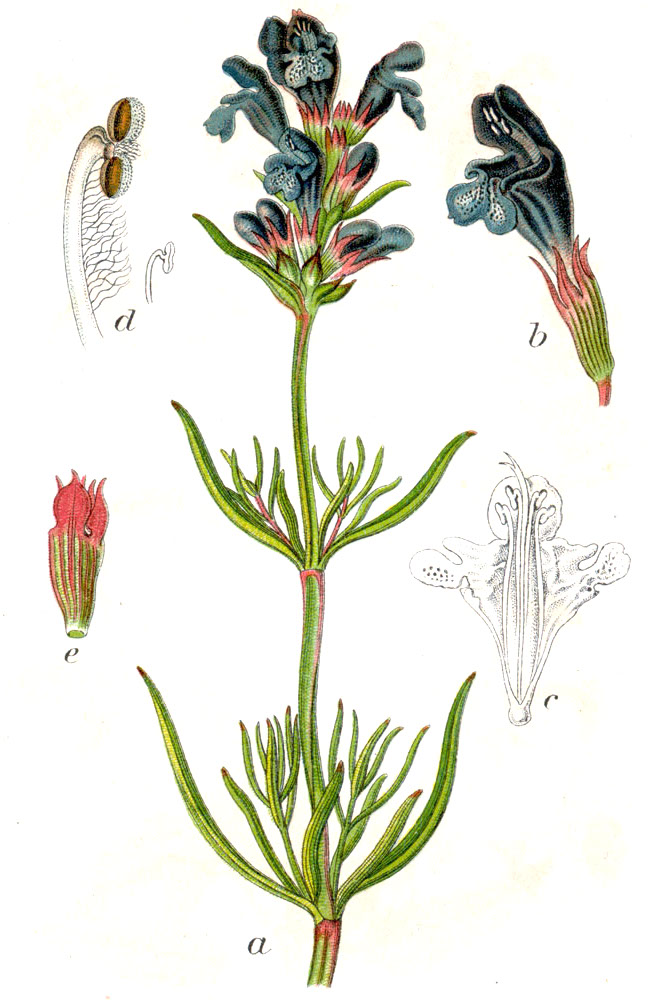
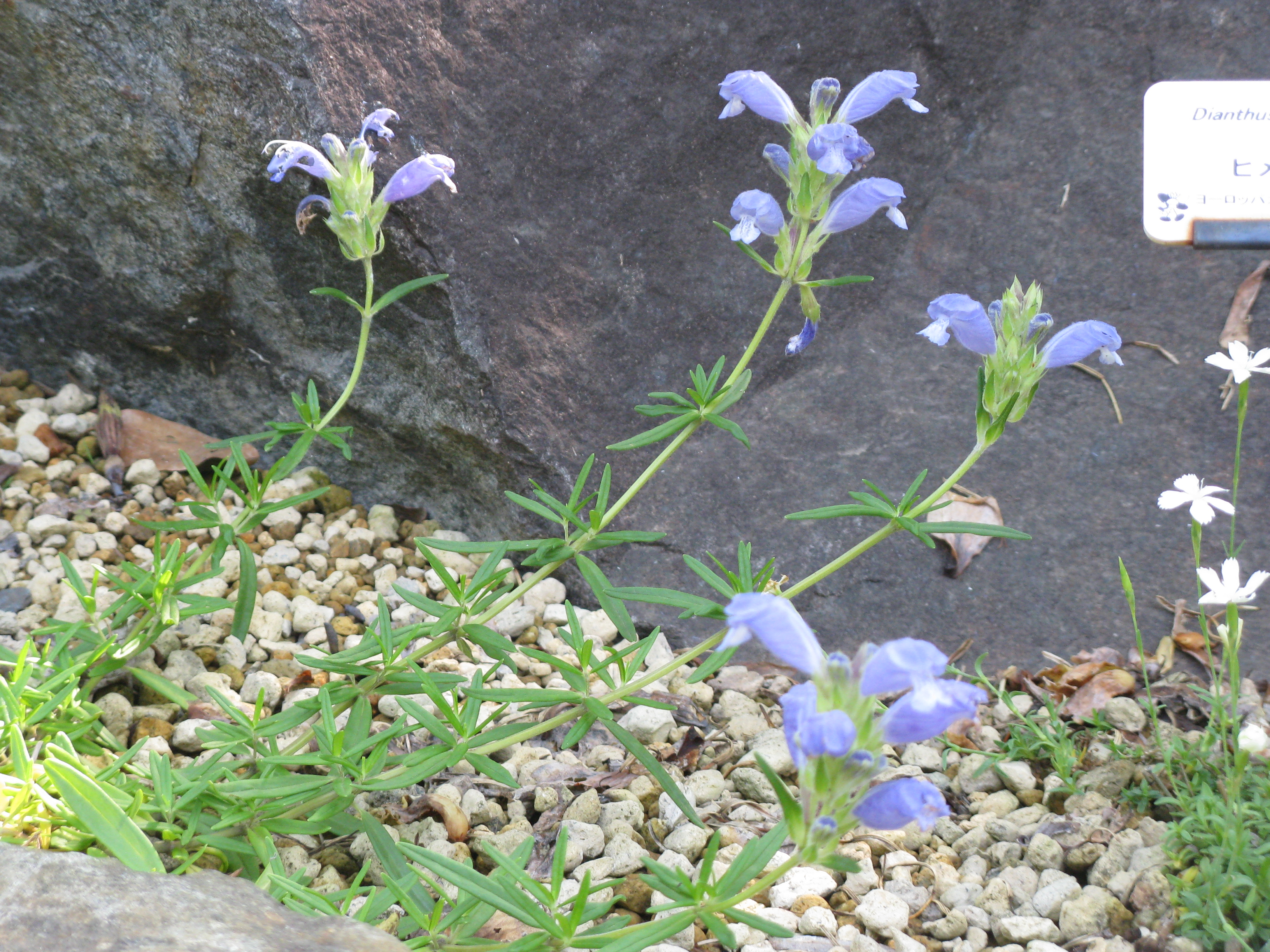

## Loài
Chi Dracocephalum gồm các loài: